# Kirchberg, Mali Šentpavel
Kirchberg je naselje v Občini Mali Šentpavel v Okraju Šentvid ob Glini na Koroškem v Avstriji.